# Tratado Norte-Americano de Livre-Comércio
Tratado Norte-Americano de Livre Comércio (em inglês:  North American Free Trade Agreement, NAFTA; em francês:  Accord de libre-échange nord-américain, ALÉNA; em castelhano:  Tratado de Libre Comercio de América del Norte, TLCAN) foi um tratado envolvendo Canadá, México e Estados Unidos, numa atmosfera de livre comércio, com custo reduzido para troca de mercadorias entre os três países. O NAFTA entrou em vigor em 1 de janeiro de 1994. Atualmente o acordo do NAFTA foi oficialmente substituído pelo USMCA (Acordo Estados Unidos-México-Canadá) em 2020, quando entrou em vigor. Em 2017-2018 começaram as propostas e adesão de um novo acordo, no final de 2018 é anunciado o USMCA, e em 2020 entrou em vigor com sua ratificação oficial pelos três países membros (EUA, Canadá e México).
Em 1988, os Estados Unidos e o Canadá assinaram um Acordo de Liberalização Econômica, formalizando o relacionamento comercial entre aqueles dois países. Em 1994, o bloco recebeu a adesão dos mexicanos. O NAFTA entrou em vigor em 1994 e sua vigência expirou oficialmente em 2020, sendo substituído pelo USMCA após ratificação final pelos países membros em 2019-2020. Este comércio regional na América do Norte beneficiou a economia mexicana e ajudou-a a enfrentar a concorrência representada pelo Japão e pela União Europeia. Mas também é defendido que o acordo de livre-comércio mais prejudicou as economias do Canadá e do México, e as transformou em "colônias" dos EUA, inclusive aumentando a pobreza no México.
Restrições também deviam ser removidas de várias categorias, incluindo veículos automóveis e peças para estes, computadores, tecidos e agricultura. O tratado também protegeu os direitos de propriedade intelectual (patentes, copyrights, e marcas registradas) e esboçou a remoção de restrições de investimento entre os três países. Medidas relativas à proteção do trabalhador e do meio ambiente foram adicionadas mais tarde em consequência de acordos suplementares assinados em 1993. Em suma, a finalidade era de ampliar os horizontes de mercado dos países membros e maximizar a produtividade interna. Tal maximização é obtida por meio da liberdade organizacional das empresas, o que as permite que se instalem, de acordo com suas especializações, nos países que apresentarem menores custos dos fatores de produção.
No dia 27 de agosto de 2018, o então presidente norte-americano Donald Trump anunciou um novo acordo com o México. O novo acordo comercial entre os três países foi assinado ainda no mesmo ano, denominado USMCA (sigla para Acordo Estados Unidos, México e Canadá em inglês), a assinatura se deu em razão das fortes críticas ao acordo anterior que Trump julgava desde a campanha presidencial americana de 2016 de ser desfavorável para os Estados Unidos. Em dezembro de 2019, foi aprovado na Câmara dos Representantes.

## História

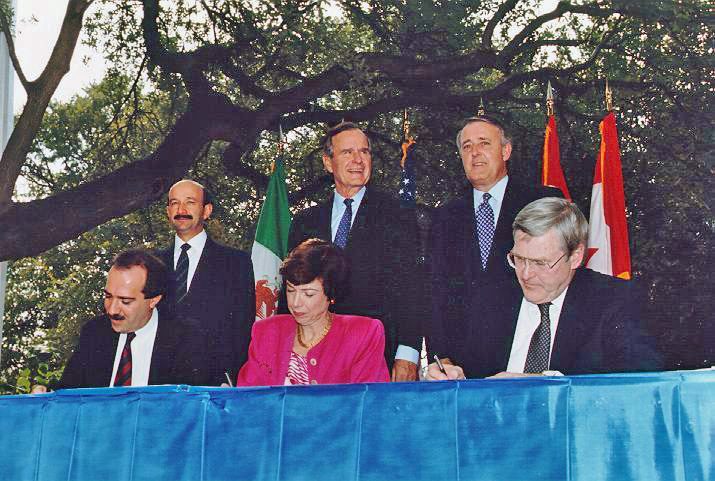
Visto aqui Carlos Salinas de Gortari, Presidente do México (atrás à esquerda), George H.W. Bush, Presidente dos Estados Unidos e Brian Mulroney, Primeiro-ministro do Canadá (atrás à direita).

O acordo foi inicialmente perseguido por governos conservadores com relação ao livre comércio, conduzidos pelo primeiro-ministro canadense Brian Mulroney e pelo presidente dos Estados Unidos Bill Clinton. O vice-presidente Al Gore tentou construir a sustentação para o documento debatendo o texto com H. Ross Perot no programa de televisão "Larry King". Perot era um crítico declarado do NAFTA durante sua campanha presidencial de 1992, reivindicando que sua aprovação poderia causar uma onda de desemprego nos EUA. Após um intenso debate político e a negociação de diversos lados do acordo, o congresso americano aprovou o NAFTA por 234 votos a 200 (132 Republicanos e 102 Democratas votando a favor) e o senado americano aprovou por 61 a 38. Algumas oposições persistem até hoje, principalmente direcionadas a cláusulas específicas dentro do acordo.
O Canadá tinha arquivado inúmeros movimentos para eliminar as taxas, e ganhou todos os casos levados anteriormente ao tribunal do NAFTA, o último ocorrido em 18 de Março de 2006. Os Estados Unidos responderam dizendo: "Nós estamos, naturalmente, desapontados com a decisão, mas ela não terá impacto nas ordens de taxas antidumping e countervailing" (Neena Moorjani, porta voz e Representante Comercial dos Estados Unidos). A falha dos EUA em aderir aos termos do tratado gerou um debate político amplamente difundido no Canadá. O debate inclui a imposição de taxas countervailing sobre produtos americanos, e possivelmente o cancelamento de todos ou alguns envios de formas de energia, como por exemplo, gás natural. Sendo tais propostas em geral de "esquerda", nenhum consenso foi alcançado, e pouco foi feito, principalmente pelo governo Liberal anterior ter assumido a postura de apontar as decisões de tribunal ao invés de realizar ações concretas.
Desde que o NAFTA foi assinado, tem sido difícil analisar seus efeitos macroeconômicos devido ao grande número de outros fatores na economia global. Inúmeros estudos de economia têm geralmente indicado que ao invés de criar um aumento no comércio, o NAFTA causou uma divergência comercial, na qual os membros da NAFTA passam a importar mais uns dos outros em detrimento de outras nações do mundo. Alguns economistas argumentam que o NAFTA aumentou a concentração de renda tanto no México como nos EUA.
De acordo com dados da OECD, indicadores macroeconômicos como o PIB² canadense, taxas de desemprego e de poupança têm se modificado significativamente desde que o NAFTA foi implementado. Embora, como mencionado acima, essas mudanças não sejam necessariamente atribuíveis ao NAFTA, pode haver ligações.
Há controvérsias sobre o NAFTA desde que foi primeiramente proposto. Corporações transnacionais tendiam a incentivar o NAFTA na crença de que baixas taxas tarifárias aumentariam seus lucros. Uniões trabalhistas no Canadá e nos Estados Unidos se opuseram ao NAFTA por medo de que os empregos saíssem do país devido a menores custos de mão de obra no México. Alguns políticos se opuseram ao livre comércio por acreditarem que tornaria países, como o Canadá, em economias "branch plant"¹ permanentemente.
Fazendeiros no México se opuseram, e ainda se opõem, ao NAFTA devido aos fortes subsídios de agricultura para os fazendeiros nos Estados Unidos que têm pressionado os preços da agricultura Mexicana. Os salários por lá tiveram uma redução de até 20% em alguns setores. A aprovação do NAFTA foi rapidamente seguida de revoltas entre os revolucionários Zapatistas, e a tensão entre eles e o governo Mexicano permanece um grande problema. Além disso, o NAFTA foi acompanhado de uma redução dramática da influência das Uniões trabalhistas nas áreas urbanas do México. A assinatura do NAFTA também foi acompanhada por um aumento dramático de imigração ilegal do México para os Estados Unidos, sendo que muitas dessas pessoas são, presumivelmente, fazendeiros expulsos de suas terras por falência.